# Шимківці (Шепетівський район)
Ши́мківці — село в Україні, у Білогірській селищній громаді Шепетівського району Хмельницької області. До 2020 орган місцевого самоврядування — Кур'янківська сільська рада.

## Географія
Розташоване село на заході Шепетівського району, поблизу сіл Переросле, Шекеринці, Дзвінки, Кур'янки на горбистій місцевості неподалік від лісу.
Розташоване на правому березі річки Бензюрівки, лівої притоки Горині.

## Історія
У 1906 році село Перерославської волості Острозького повіту Волинської губернії. Відстань від повітового міста 27 верст, від волості 3. Дворів 85, мешканців 630.
7 (20) листопада 1917 року, відповідно до Третього Універсалу Української Центральної Ради, увійшло до складу Української Народної Республіки.
24 квітня 1947 року було утворено Шимковецьку сільську Раду з центром в селі Шимківці (виключене з Дзвінківської сільської Ради, Плужнянського району), та включено до неї хутір Шуньки (виключений з Юрівської сільської Ради, Білогірського району).
12 червня 2020 року, відповідно до розпорядження Кабінету Міністрів України № 727-р «Про визначення адміністративних центрів та затвердження територій територіальних громад Хмельницької області», увійшло до складу Білогірської селищної громади.
19 липня 2020 року, в результаті адміністративно-територіальної реформи та ліквідації Білогірського району, село увійшло до складу новоутвореного Шепетівського району.

## Населення
Населення села за переписом 2001 року становило 454 особи, в 2011 році — 402 особи.